# Canciones de la Guerra Civil Española (álbum)
Canciones de la Guerra Civil Española es el sexto álbum del cantautor chileno Rolando Alarcón. Fue grabado y publicado en 1968. Varias de estas canciones son versiones de canciones españolas de protesta contra la Dictadura de Francisco Franco.

## Lista de canciones

### Version original
| Número | Título                                                               | Duración |
| ------ | -------------------------------------------------------------------- | -------- |
| 1      | Si me Quieres Escribir (Ya Sabes mi Paradero) (El Frente de Gandesa) | 3:08     |
| 2      | El Quinto Regimiento                                                 | 3:17     |
| 3      | El Turururú                                                          | 2:46     |
| 4      | Las Morillas de Jaén                                                 | 2:41     |
| 5      | Dime Donde vas Morena                                                | 2:20     |
| 6      | ¡Ay, Carmela! (Viva la Quinta Brigada)                               | 3:10     |
| 7      | Eres Alta y Delgada                                                  | 2:04     |
| 8      | Los Cuatro Generales                                                 | 2:51     |
| 9      | Nubes y Esperanza                                                    | 2:09     |
| 10     | No Pasaran                                                           | 2:35     |

### Reedicion de 2001
| Número | Título                                                               | Duración |
| ------ | -------------------------------------------------------------------- | -------- |
| 1      | Si me Quieres Escribir (Ya Sabes mi Paradero) (El Frente de Gandesa) | 3:08     |
| 2      | El Quinto Regimiento                                                 | 3:17     |
| 3      | El Turururú                                                          | 2:46     |
| 4      | Dime Donde vas Morena                                                | 2:40     |
| 5      | A la Huelga                                                          | 2:20     |
| 6      | Canción de los Soldados                                              | 2:34     |
| 7      | ¡Ay, Carmela! (Viva la Quinta Brigada)                               | 3:10     |
| 8      | Eres Alta y Delgada                                                  | 2:04     |
| 9      | El Gallo Rojo                                                        | 2:50     |
| 10     | Nubes y Esperanza                                                    | 2:09     |
| 11     | La Paloma                                                            | 2:23     |
| 12     | No Pasaran                                                           | 2:35     |

## El Gallo Rojo
La novena canción llamada El Gallo Rojo de la segunda versión del álbum, es una versión de la canción Gallo Rojo, Gallo Negro del cantautor español Chicho Sánchez Ferlosio, que fue grabado en 1963, y fue publicado para el álbum A contratiempo en 1978. La canción ha sido interpretada por varios artistas y grupos musicales.